# UNPROFOR
De United Nations Protection Force (UNPROFOR) was een VN-vredesmacht die tijdens de Bosnische Oorlog actief was in voormalig Joegoslavië. UNPROFOR was voornamelijk actief in de hedendaagse landen Kroatië, Bosnië en Herzegovina en Macedonië.

## Rol van UNPROFOR

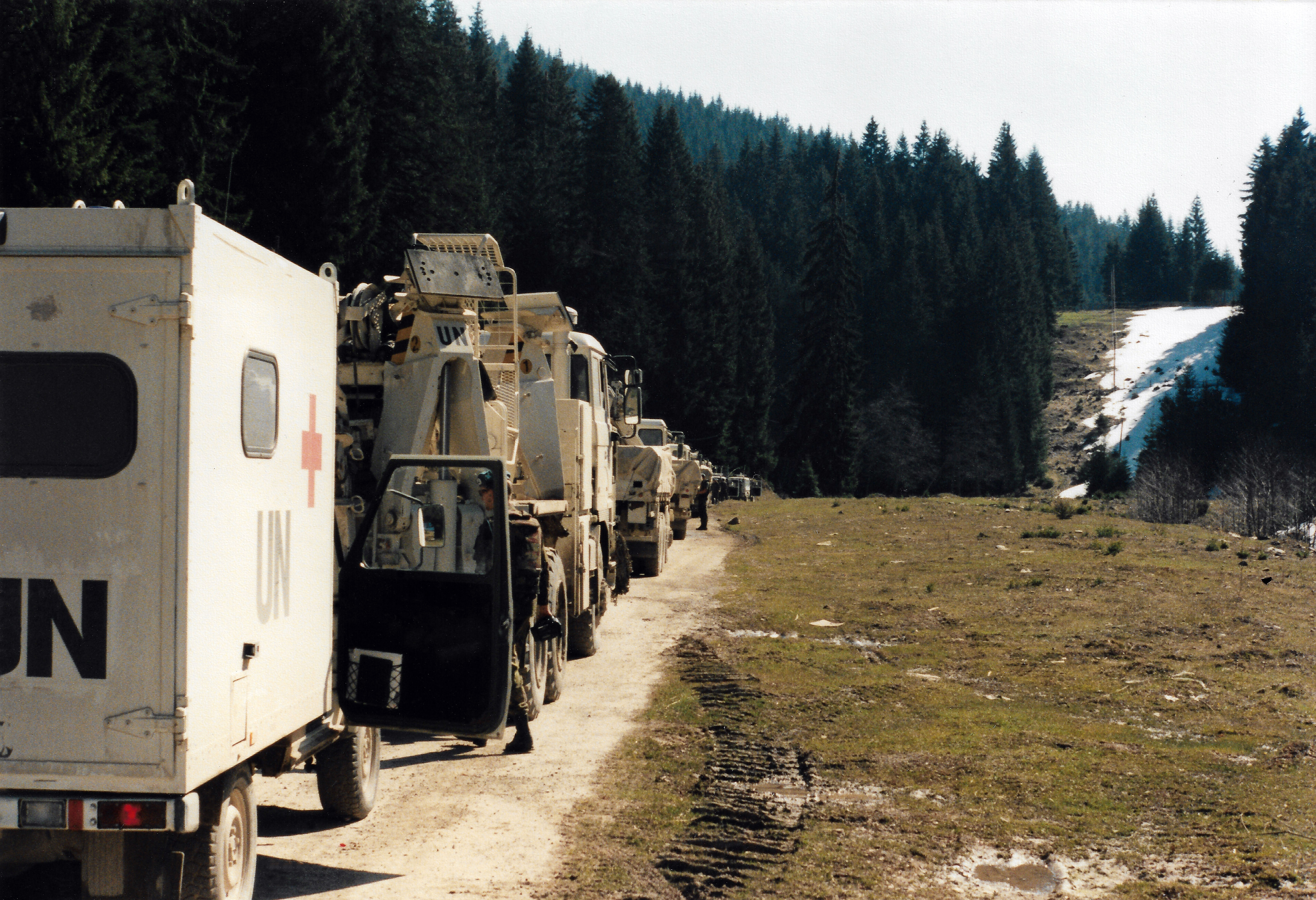
1 (NL/BE) UN Transportbataljon en route in Bosnia-Herzegovina. Route Triangel April 1995. Pause

Met resolutie 743 van de VN-Veiligheidsraad van 21 februari 1992 werd UNPROFOR in het leven geroepen en trad in beginsel op in Kroatië. Met resolutie 758 van 8 juni 1992 werd het operatiegebied later uitgebreid naar Bosnië en Herzegovina. In beginsel had UNPROFOR tot taak verdere escalatie van de oorlog te voorkomen en voorwaarden te scheppen voor vredesbesprekingen. Later werden UNPROFOR-troepen ook ingezet voor het beveiligen van zogenaamde "veilige gebieden", enclaves voor moslims in Bosnië en Herzegovina: Žepa, Goražde, Bihac, Sarajevo, Tuzla en Srebrenica. Met VN-resolutie 836 van 4 juni 1993 mocht de veiligheid van die gebieden zo nodig met geweld worden afgedwongen. In Srebrenica ging het echter totaal mis: Servisch-Bosnische troepen trokken de stad binnen zonder dat de VN ingreep — de door Dutchbat gevraagde luchtsteun bleef uit. Dit leidde tot de Val van Srebrenica op 11 en 12 juli 1995, gevolgd door het massaal uitmoorden van de mannelijke moslimbevolking en deportatie van de vrouwen en kinderen naar Tuzla. Later viel op 20 juli ook nog de enclave Zepa. Uiteindelijk ging de VN-veiligheidsraad akkoord met de inzet van een voornamelijk door Frankrijk en Groot-Brittannië ter beschikking gestelde Rapid Reaction Force (RRF) met luchtsteun van de NAVO. De directe aanleiding voor het uiteindelijke ingrijpen door de RRF was de – waarschijnlijk – Bosnisch-Servische mortieraanval op de Merkale-markt in Sarajevo op 28 augustus 1995. De acties van de RRF en de NAVO-luchtstrijdkrachten leidden er uiteindelijk toe dat de Serviërs bereid waren tot een staakt-het-vuren. Dit leidde vervolgens tot vredesbesprekingen in het Amerikaanse Dayton.
In 1995 weigerde Kroatië toestemming voor verlenging van het VN-mandaat voor UNPROFOR. UNPROFOR werd toen gesplitst in drie verschillende missies met ieder hun eigen mandaat: UNPROFOR in Bosnië en Herzegovina, UNCRO (United Nations Confidence Restoration Operation in Croatia) in Kroatië en UNPREDEP (United Nations Preventive Deployment Force) in Macedonië. Een overkoepelende organisatie met de naam UNPF (United Nations Peace Forces) werd opgericht met het hoofdkwartier in Zagreb. De operaties in Bosnië en Herzegovina werden geleid door het BH-Command in Kiseljak.
Het hoofdkwartier van UNPROFOR was eerst gevestigd in Sarajevo, maar toen ook daar de gevechten uitbraken werd het in mei 1992 verplaatst naar Belgrado en later, in augustus 1992, naar Zagreb.
Op het hoogtepunt (maart 1995) bestond UNPROFOR uit ongeveer 38.600 militairen. In totaal kwamen 167 mensen in dienst van UNPROFOR om het leven.
Na het bereiken van het Verdrag van Dayton op 14 december 1995 werd UNPROFOR op 20 december in Bosnië en Herzegovina opgevolgd door de NAVO-geleide vredesmacht IFOR.

## Deelnemende landen
Aan UNPROFOR werd deelgenomen door de volgende landen:
Argentinië, Bangladesh, België, Brazilië, Canada, Colombia, Denemarken, Egypte, Finland, Frankrijk, Ghana, Groot-Brittannië, Indonesië, Ierland, Italië, Jordanië, Kenia, Litouwen, Maleisië, Nepal, Nederland, Nieuw-Zeeland, Nigeria, Noorwegen, Pakistan, Polen, Portugal, Rusland, Slowakije, Spanje, Tsjechische Republiek, Tunesië, Turkije, Oekraïne, Venezuela, Verenigde Staten, Zwitserland en Zweden.

### Belgische bijdrage
Half oktober 1992 vertrekken 148 personen van het 11de bataljon van de genie uit Burcht naar Savudrija. Onder VN-bescherming bouwt Winter Lodge 300 semi-permanente woningen voor honderden daklozen (hoofdzakelijk moslims).
Tussen oktober 1992 en december 1995 werken 100 militairen met 24 voertuigen samen met Nederland in het kader van tien Moving Star-opdrachten.
Op 08 april 1992 is het eerste Belgische bataljon, 2Cy met versterking van 1Cy en 2G, naar de conflictzone vertrokken. Tussen april 1992 en eind 1997 levert België een volledig bataljon blauwhelmen onder de naam BELBAT, dat actief was in de sector EAST (BARANJA), in samenwerking met Russische militairen. Dit was de eerste keer sinds de jaren 50 dat een Belgisch bataljon tot zes maanden in het buitenland opereerde.
Op 1 maart 1994 vertrekt de Bravo Compagnie van BELBAT V vanuit de Baranja naar Bosnië. Deze Compagnie pantserinfanterie was afkomstig van het Regiment Carabiniers-Prins Boudewijn-Grenadiers (het 3e peloton was afkomstig van het Regiment Bevrijding-5e Linie). Het 1e peloton (Bravo 10) was oorspronkelijk gelegen in Bilje, maar werd in februari 1994 terug aangehecht aan de Bravo Compagnie in Darda. In drie dagen verplaatste de 16 AIFV's van de Bravo Cie zich, via Batina en Vukovar, over de baan naar Vitez. De Cie wordt ondergebracht bij het Regiment Coldstream Guards (UK) als de 4th (BE) Coy. Een week later wordt Bravo 10 doorgestuurd naar Gornije Vakuf.
De Belgische bijdrage bestond uit 1038 soldaten en 6 waarnemers.

### Nederlandse bijdrage

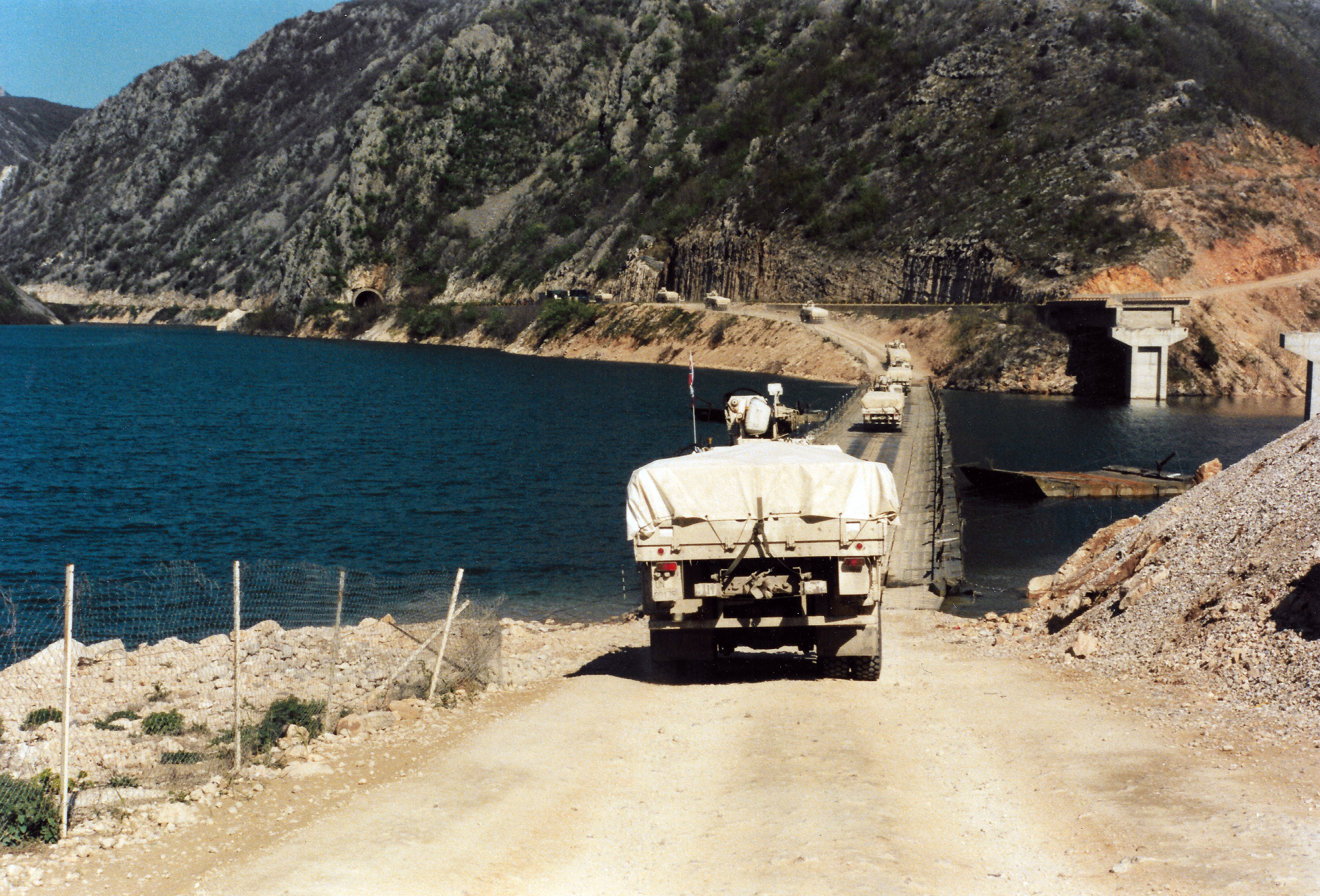
1 (NL/BE) UN Transportbataljon oversteek Pontonbrug over de rivier Neretva vanaf de M17 naar het westen. Bosnië en Herzegovina 1995

De Nederlandse bijdrage bestond uit:
- een verbindingsbataljon (1 (NL) UN SIGNAL battalion) van de Koninklijke Landmacht (1992 - 1994) met als hoofdvestigingsplaats Sarajevo. Na een mortieraanval van de Bosnische Serviërs vertrok het hoofdkwartier in mei 1992 naar Belgrado. In augustus 1992 verhuisde het hoofdkwartier wederom; nu naar Zagreb. Het bataljon had kleine verbindingsdienstdetachementen bij de verschillende infanterie bataljons van andere landen door het gehele gebied;
- een Nederlands/Belgisch Transportbataljon [1(NL/BE)VN Tbat] (1992 - 1995) opererend vanuit Busovaca (Bataljonsstaf en de A-Transportcompagie ) en Vitez (B-Transportcompagnie en de Belgische Transportcompagine), welke later gereorganiseerd werd tot 1e (NL/BE) VN LOG/TBAT (1994 - 1995);
- een Infanteriebataljon (Dutchbat) van de Luchtmobiele Brigade van de Koninklijke Landmacht (1994 - 1995) dat werd ingezet in en rond Srebrenica (met bases in Srebrenica, Potočari, Tuzla, Simin Han) gesteund door het [1 (NL) UN Support command] (een logistieke eenheid) in Lukavac;
- een helikopterdetachement van de Koninklijke Luchtmacht;
- bijdragen aan het UNPROFOR-hoofdkwartier in verschillende plaatsen (zie boven) en het BH-command in Kiseljak.

Ook waren er verschillende ondersteunende eenheden actief, onder andere in Split en Zagreb.
Buiten de reguliere Nederlandse Eenheden werden ook op roulatie basis vele officieren uitgezonden als ongewapende waarnemer voor de VN. Zij stonden dan ook niet onder Nederlands bevel maar onder bevel van de VN; dit waren de zogenaamde UNMO's (United Nations Military Observers).

#### Bijdrage Rapid Reaction Force
In 1995 werd een mortiercompagnie van het Korps Mariniers, ondersteund door een mortieropsporingsradareenheid van de Landmacht, ingezet bij de RRF en onder bevel geplaatst van een Britse artillerie-eenheid. Deze bestookte vanaf de berg Igman bij Sarajevo Servische stellingen. De RRF werd ondersteund door een NAVO-luchtmacht, waar ook Nederland een F-16-detachement deel van uitmaakte, gestationeerd op de Italiaanse luchtmachtbasis Villafranca.

#### Verliezen
In totaal leverde Nederland 9753 militairen aan UNPROFOR. Tijdens de uitvoering van hun taak kwamen zeven van hen om het leven. Drie daarvan waren als gevolg van directe gevechtshandelingen te betreuren:
- Sergeant der eerste klasse Willo Martens; de jeep waarin hij zich bevond reed op 10 oktober 1993 op een landmijn
- Soldaat der 1e klasse Jeffrey Broere werd op 29 maart 1995 getroffen bij een Bosnisch-Servische beschieting van een observatiepost bij Jajići
- Soldaat der 1e klasse Raviv van Renssen; op 8 juli 1995 getroffen door een projectiel of een schot hagel tijdens de terugtocht van OP Foxtrot vanwege de aanval van Bosnisch-Servische militairen (VRS)[bron?] tijdens de val van Srebrenica

## Medaille
Zoals gebruikelijk stichtte de secretaris-generaal van de Verenigde Naties een van de Medailles voor Vredesmissies van de Verenigde Naties voor de deelnemers. Deze UNPROFOR Medaille werd aan militairen en politieagenten toegekend.